# Campionati del mondo Ironman del 2002
I Campionati del mondo Ironman del 2002 furono vinti da Timothy DeBoom e Natascha Badmann.

## Ironman Hawaii - Classifica

### Uomini
| Pos. | Tempo   | Nome              | Paese         | Ripartizione tempi | Ripartizione tempi | Ripartizione tempi | Ripartizione tempi | Ripartizione tempi |
| Pos. | Tempo   | Nome              | Paese         | Nuoto              | T1                 | Bici               | T2                 | Corsa              |
| ---- | ------- | ----------------- | ------------- | ------------------ | ------------------ | ------------------ | ------------------ | ------------------ |
|      | 8:29:56 | Timothy DeBoom    | Stati Uniti   | 0:52:02            | 1:06               | 4:45:21            | 1:03               | 2:50:22            |
|      | 8:33:06 | Peter Reid        | Canada        | 0:53:20            | 0:55               | 4:44:15            | 0:47               | 2:53:48            |
|      | 8:35:34 | Cameron Brown     | Nuova Zelanda | 0:52:13            | 0:56               | 4:45:15            | 1:02               | 2:56:06            |
| 4    | 8:36:59 | Thomas Hellriegel | Germania      | 0:53:23            | 1:34               | 4:34:52            | 1:20               | 3:05:47            |
| 5    | 8:38:58 | Alex Taubert      | Germania      | 0:53:29            | 1:34               | 4:45:12            | 1:40               | 2:57:02            |
| 6    | 8:40:39 | François Chabaud  | Francia       | 0:52:14            | 1:56               | 4:39:17            | 1:14               | 3:05:57            |
| 7    | 8:44:28 | Markus Forster    | Germania      | 0:55:17            | 1:04               | 4:47:15            | 1:21               | 2:59:29            |
| 8    | 8:45:45 | Mika Luoto        | Finlandia     | 0:53:24            | 0:59               | 4:51:39            | 0:41               | 2:59:00            |
| 9    | 8:45:53 | Cameron Widoff    | Stati Uniti   | 0:52:05            | 1:20               | 4:44:51            | 1:02               | 3:06:33            |
| 10   | 8:46:18 | Olaf Sabatschus   | Germania      | 0:55:36            | 1:25               | 4:44:31            | 4:26               | 3:00:18            |

### Donne
| Pos. | Tempo   | Nome             | Paese         | Ripartizione tempi | Ripartizione tempi | Ripartizione tempi | Ripartizione tempi | Ripartizione tempi |
| Pos. | Tempo   | Nome             | Paese         | Nuoto              | T1                 | Bici               | T2                 | Corsa              |
| ---- | ------- | ---------------- | ------------- | ------------------ | ------------------ | ------------------ | ------------------ | ------------------ |
|      | 9:07:54 | Natascha Badmann | Svizzera      | 0:59:40            | 1:19               | 4:52:26            | 1:29               | 3:12:58            |
|      | 9:14:24 | Nina Kraft       | Germania      | 0:53:27            | 1:25               | 5:06:15            | 1:11               | 3:12:03            |
|      | 9:22:27 | Lori Bowden      | Canada        | 0:59:52            | 0:44               | 5:08:02            | 4:14               | 3:09:32            |
| 4    | 9:29:58 | Heather Fuhr     | Canada        | 1:01:16            | 1:07               | 5:18:24            | 1:50               | 3:07:20            |
| 5    | 9:31:38 | Fernanda Keller  | Brasile       | 0:58:59            | 0:53               | 5:09:36            | 3:54               | 3:18:14            |
| 6    | 9:34:19 | Lisa Bentley     | Canada        | 0:57:53            | 1:24               | 5:19:44            | 1:20               | 3:13:56            |
| 7    | 9:38:40 | Kate Allen       | Austria       | 0:57:31            | 1:55               | 5:13:04            | 5:29               | 3:20:40            |
| 8    | 9:42:08 | Karin Thuerig    | Svizzera      | 1:13:00            | 2:31               | 4:55:32            | 1:22               | 3:29:42            |
| 9    | 9:42:51 | Sibylle Matter   | Svizzera      | 0:55:24            | 2:20               | 5:15:07            | 1:56               | 3:28:03            |
| 10   | 9:42:57 | Joanna Lawn      | Nuova Zelanda | 0:59:07            | 1:42               | 5:12:23            | 0:59               | 3:28:45            |

## Ironman - Risultati della serie

### Uomini
| Evento    | Oro             | Tempo   | Argento          | Tempo   | Bronzo          | Tempo   |
| Australia | Chris McCormack | 8:24:51 | Olivier Bernhard | 8:26:06 | Jason Shortis   | 8:29:34 |
| Lanzarote | Peter Sandvang  | 8:48:45 | Stefan Holzner   | 8:56:23 | Dirk Van Gossum | 9:00:03 |

### Donne
| Evento    | Oro            | Tempo    | Argento            | Tempo    | Bronzo          | Tempo    |
| Australia | Lisa Bentley   | 9:20:54  | Heather Fuhr       | 9:29:30  | Belinda Granger | 9:37:23  |
| Lanzarote | Gillian Bakker | 10:15:30 | Lisbeth Kristensen | 10:20:01 | Angela Milne    | 10:50:22 |

## Calendario competizioni
| Progr. | Data           | Evento            | Sede                                   | Nazione   |
| ------ | -------------- | ----------------- | -------------------------------------- | --------- |
| 1      | 1 aprile 2002  | Ironman Australia | Forster/Tuncurry, Nuovo Galles del Sud | Australia |
| 2      | 17 maggio 2002 | Ironman Lanzarote | Puerto del Carmen, Lanzarote           | Spagna    |